# よりどこオノベカ

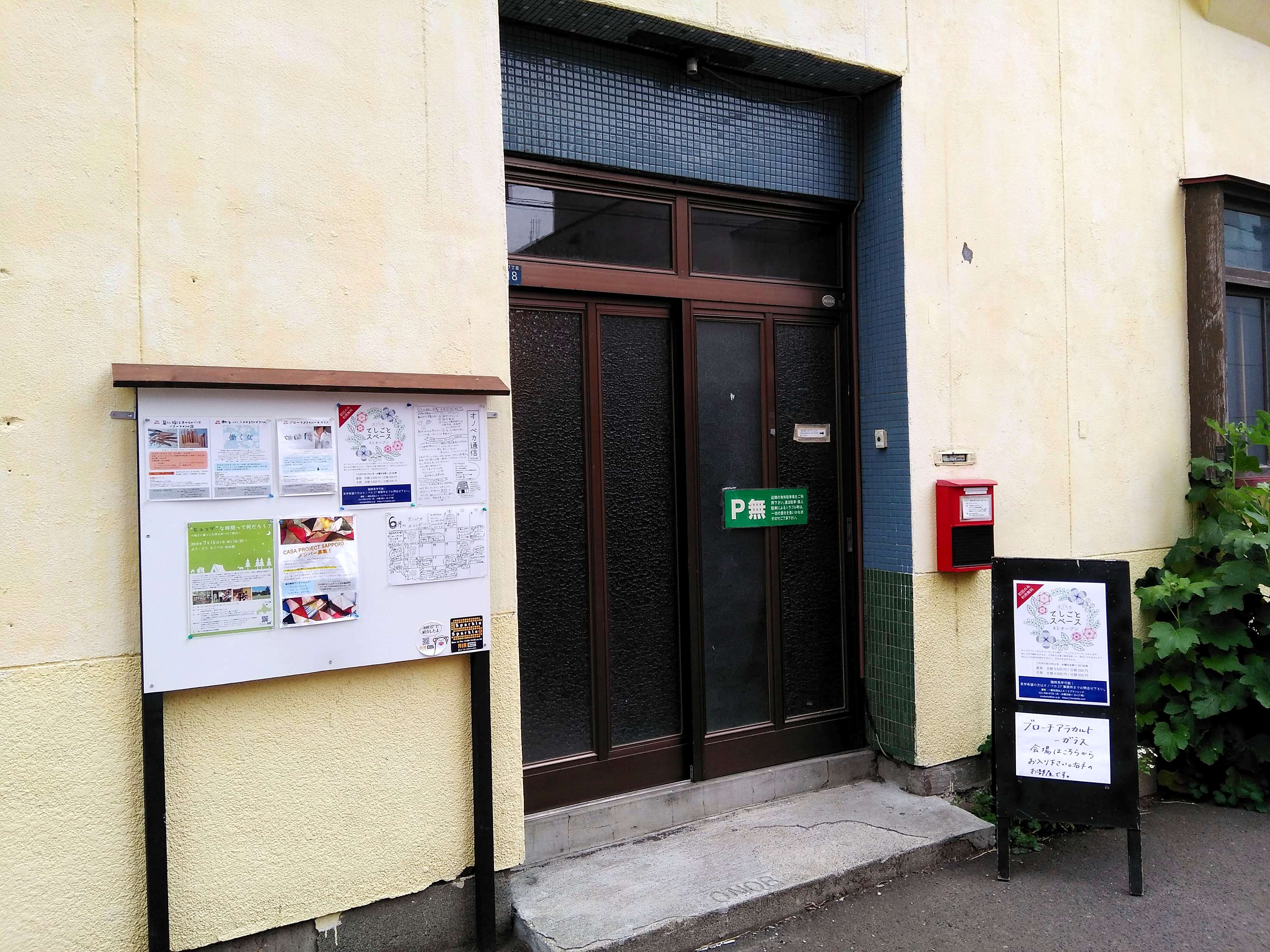
よりどこオノベカ。外観2、西側出入り口。

よりどこオノベカは、北海道札幌市中央区にあったコミュニティ＆レンタルスペース。

## 概要
所在地がかつて曙(あけぼの)と呼ばれていた地区にあることから、あけぼの（AKEBONO）を逆から読んだ「オノベカ」という名前になった。
2011年オープン当時は飲食店として主に定食を提供していたが2012年に閉店、それ以降はレンタルスペースとして運営され。火曜日にオノベカ市場、木 - 日貸館という業態で運営された。また、2018年4月より2階部分を改修し、てしごとスペースという短時間作業用スペースの貸出も始まった。
2019年3月3日をもって建物閉館に伴い現在地での営業を終了した。その後移転先などは決まっておらず、事実上の廃業状態となっている。

## 歴史
- 1950年代 - 「善美荘」という名の下宿であった
- 2007年3月14日 - 公開秘密結社あじとII チキューのためにできることとしてオープン
- 2011年
  - 1月26日 - 公開秘密結社あじとII チキューのためにできることとしてクローズ

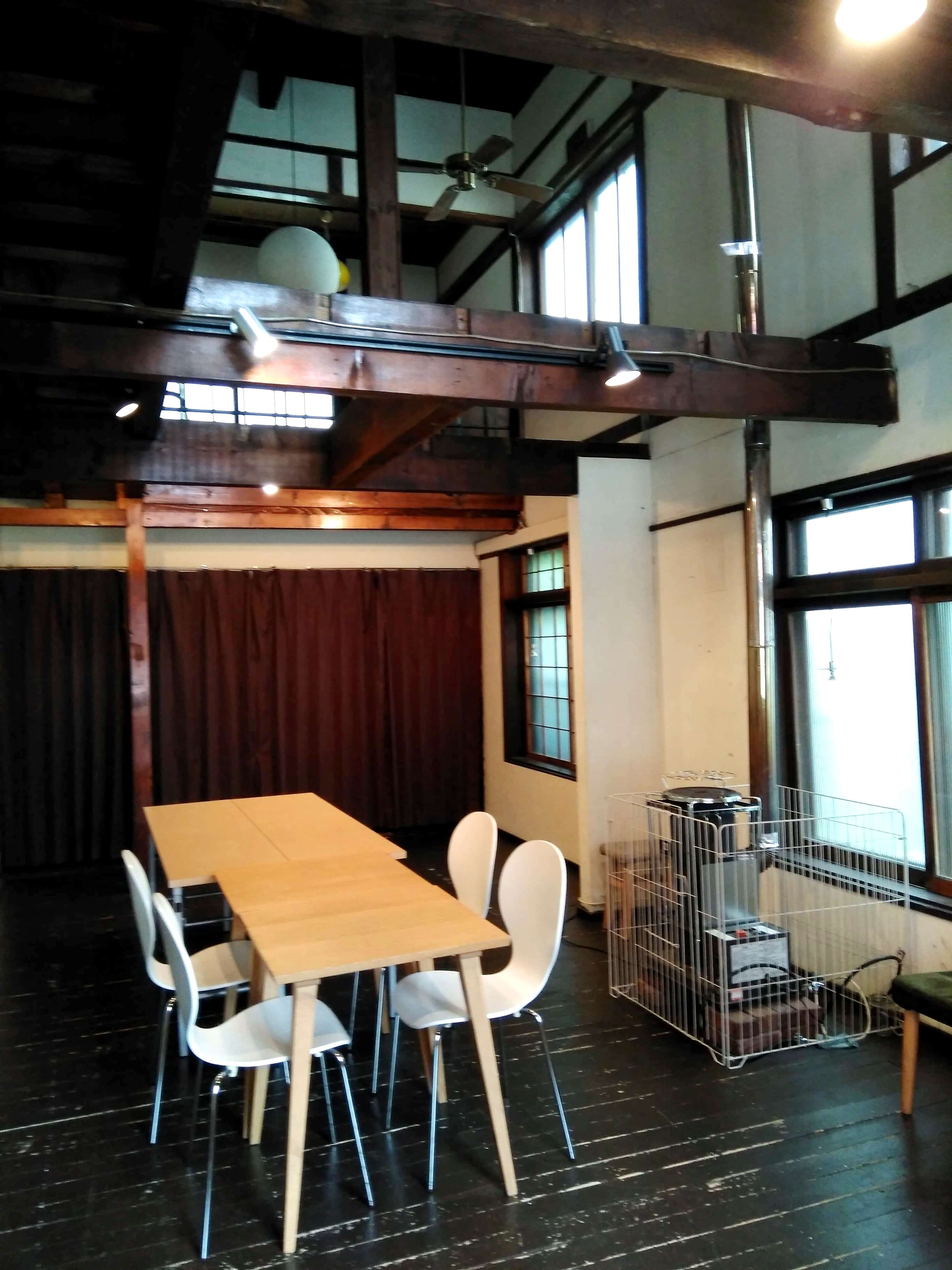
よりどこオノベカ。サロンBの吹き抜けスペース。

- - 9月5日 - ONOBEKA HOUSE＆おちゃめしオノベカとしてオープン
- 2012年
  - 3月14日 - ONOBEKA HOUSE＆おちゃめしオノベカとしてクローズ　
  - 8月1日 - よりどこオノベカとして再オープン
- 2017年
  - 5月20日 - お笑い芸人のYes!アキトによるライブ「ワールドワイドアキトツアー2017 -新ネタお笑いライブ-」が行われる[3]。
  - 6月12日 - トークイベント「Switch -僕らの街からできること-」が行われ、吉川典雄（STV）・江畑兵衛・広田周（共にTRIPLANE）・河野玄太らが出演した[4]。
- 2019年3月3日 - よりどこオノベカとしてクローズ
- 2020年 - 跡地に飲食店「あいあんぼーど樹々亭」がオープン[1]

## 主な利用方法

### オノベカ市
毎週火曜日11:30 - 17:30に実施されているマルシェ。ランチやパン、野菜、雑貨の販売に加えて、ワークショップといったイベントも行われている。

### レンタルスペース
キッチン併設のサロンAと吹き抜け2階建てのサロンBのレンタルスペース。マイクスピーカー等の音響使用が可能で、音楽ライブ・物販・演劇・ご飯会など多岐に渡る仕様が可能。5月-10月は10:00 - 23:00、11月-4月は10:00 - 22:00で利用可能。

### てしごとスペース
2階スペースで10:00 - 18:00(休館日を除く)に、絵を描いたり、編み物・縫い物といった手作業用の制作場所として開放している。Wi-Fi利用可能、飲食持込み可能なコワーキングスペース。

## アクセス
- 札幌市営地下鉄南北線：「中島公園駅」から「豊平館」方面にすすみ、東出口から市電通り、スーパーチェーンシガを越え、ローソン中島公園通店の向かい。徒歩15分
- 札幌市電：「中島公園駅」より徒歩2分
- 専用駐車場はない